# Mike Winnerstig
Mike Michael Christian Winnerstig, född 13 november 1966 i Täby församling, Stockholms län, är en svensk säkerhetspolitisk analytiker och reservofficer. Han är verksam som forskningsledare vid Totalförsvarets forskningsinstitut (FOI) och förordnades 2018 som chef för dess säkerhetspolitiska enhet.
Winnerstig invaldes 2005 som ledamot av Krigsvetenskapsakademien. Han är också sedan 2004 ledamot av Svenska Pistolskytteförbundets styrelse och är sedan 2013[källa behövs] dess styrelseordförande.